# Ponce I de Ampurias

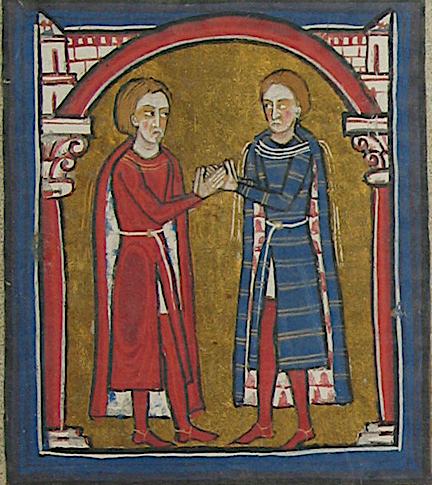
El conde Ponç I de Empúries jura fidelidad al conde Gilabert II de Rosellón, que le estrecha la mano. Ambos están de pie y ninguno hace una reverencia.

Ponce I de Ampurias (v 990 – 1078), ), Pons I d’Empuries en catalán, fue el XIII conde de Ampurias (1040-1078).
Hijo de Hugo I de Ampurias, XII conde de Ampurias, y de Ghisla de Carcassona-Besiers, heredó el condado de Ampurias a la muerte de su padre en 1040.
Fue el iniciador de la construcción de la sede de Castellón de Ampurias en la consagración de la cual estuvieron presentes los condes de Barcelona y de Besalú en 1064.
Vivió en un estado permanente de lucha, al menos durante diez a quince años, con su primo hermano Gausfredo II, conde del Rosellón, y con su hijo Guislaberto II. El motivo era una mala división de la herencia familiar de los condados de Ampurias y del Rosellón, que, originalmente, habían estado bajo el señorío de la misma familia.
Asistió a las reuniones de Tolugues en los años 1064 – 1066 en las que se proclamaron la Paz y tregua de Dios. En 1067 se hizo vasallo del conde de Barcelona y al año siguiente participó en el concilio de Gerona presidido por el legado pontificio Hugo Cándido.
Se casó con Adelaida de Besalú, hija del conde de Besalú, Bernardo Tallaferro, con la que  tuvo ocho hijos:
- Hugo II de Ampurias (v 1035 – 1116) conde de Ampurias
- Armengol de Ampurias, señor de Vilanova
- Berenguer de Ampurias (? 1098) vizconde de Perelada y señor de Rocaberti por su matrimonio con Arsenda de Rocabertí
- Garsenda de Ampurias
- Pedro de Ampurias, abad del Monasterio de San Pedro de Roda
- Guisla de Ampurias
- Ermesenda de Ampurias, señora de Beuda y Montagut
- Armengarda de Ampurias, casada con Bernardo II de Besalú

En su testamento estableció un condominio del condado entre dos de sus hijos (Hugo y Berenguer), pero ambos  dividieron la herencia.

## Archivo Ducal de Medinaceli
Las acciones documentales de Ponce I de Ampurias (formar un depósito documental en su fortaleza de Quermançó con el fin de preservar y proteger sus documentos) están en los orígenes del Archivo Ducal de Medinaceli.
| Predecesor: Hugo I | Conde de Ampurias 1040 - 1078 | Sucesor: Hugo II |